# Init

init (сокращение от англ. initialization — инициализация) — подсистема инициализации в Unix и ряде Unix-подобных систем, которая запускает все остальные процессы. Работает как демон и обычно имеет PID 1. Обычно (согласно Filesystem Hierarchy Standard) располагается по пути /sbin/init. Существуют различия в организации работы подсистемы в операционных системах, ведущих родословную от System V и систем в стиле BSD.
Длительное время была основной подсистемой инициализации в Linux, пока не была в большинстве дистрибутивов заменена systemd. В Solaris 10 вместо init применяется Service Management Facility. В ряде Unix-систем применяются альтернативы init: Upstart, Runit, Daemontools, Launchd, Initng, OpenRC.
В процессе загрузки после инициализации ядра, как правило, запускается /sbin/init как первый процесс пользовательского режима, и init отвечает за дальнейшую загрузку системы. Для этого запускаются стартовые сценарии, которые выполняют проверку и монтирование файловых систем, запуск необходимых демонов, настройку ядра (в том числе загрузку модулей ядра согласно установленному оборудованию, настройку IP-адресов, таблиц маршрутизации и другие задачи), запуск графической оболочки. Основная информация для загрузки, как правило, размещается в /etc/inittab.
В реализации init в стиле System V используется понятие уровня выполнения — степени загрузки операционной системы; в этом случае стартовые сценарии для каждого уровня разложены по каталогам от /etc/rc0.d до /etc/rc6.d, где цифра после rc соответствует номеру уровня инициализации.

## inittab
Пример файла /etc/inittab:
```
id:5:initdefault:

si::sysinit:/etc/rc.d/rc.sysinit

l0:0:wait:/etc/rc.d/rc 0

l1:1:wait:/etc/rc.d/rc 1

l2:2:wait:/etc/rc.d/rc 2

l3:3:wait:/etc/rc.d/rc 3

l4:4:wait:/etc/rc.d/rc 4

l5:5:wait:/etc/rc.d/rc 5

l6:6:wait:/etc/rc.d/rc 6

1:2345:respawn:/sbin/mingetty tty1

2:2345:respawn:/sbin/mingetty tty2

3:2345:respawn:/sbin/mingetty tty3

4:2345:respawn:/sbin/mingetty tty4

5:2345:respawn:/sbin/mingetty tty5

6:2345:respawn:/sbin/mingetty tty6

x:5:respawn:/etc/X11/prefdm -nodaemon

```

В первой строке описан терминал и его конфигурация по умолчанию.
Сначала в этом файле описываются уровни инициализации. Затем инициируются виртуальные консоли. Запись инициализации консолей состоит из полей, разделённых двоеточием и выглядит следующим образом:
- 1 — порядковый номер консоли
- 2345 — номера уровней инициализации, для которых консоль инициализируется
- respawn — этот параметр означает, что init должен перезапустить обслуживающий консоль процесс после выхода из сеанса или в случае краха.
- /sbin/mingetty tty6 — программа (с указанием параметров), которая будет обслуживать консоль.

Таким образом, вы легко можете создать свой уровень инициализации (под номером 6 или 7, 8…), просто исправив файл /etc/inittab и создав необходимые ссылки в каталоге /etc/rc.d/rc*.d.

## SysVinit

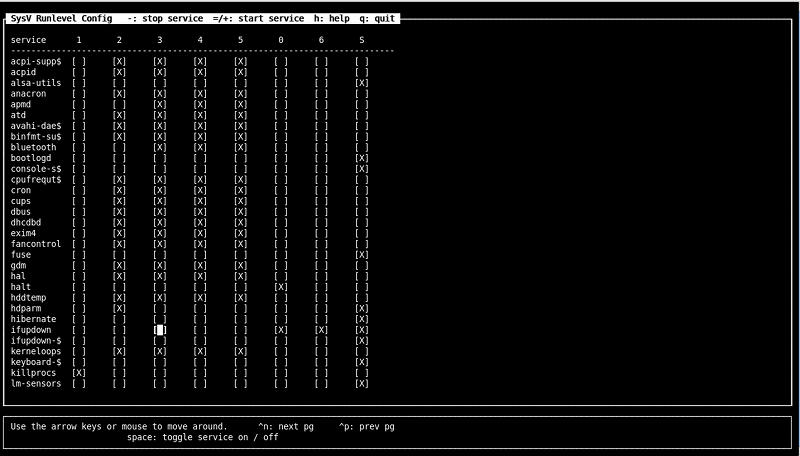
Sysv-rc-conf, в терминале запущена утилита, которая выбирает, какие сценарии инициализации System V будут запускаться на каждом уровне выполнения

По сравнению со своими предшественниками, AT&T UNIX System III представил новый стиль конфигурации запуска системы, который сохранился (с изменениями) в UNIX System V и поэтому называется «SysVinit».
В любой момент работающая AT&T UNIX System V находится в одном из заранее определённых состояний, называемых runlevel. По крайней мере один уровень выполнения является нормальным рабочим состоянием системы; как правило, другие уровни выполнения представляют однопользовательский режим (используется для восстановления неисправной системы), выключение системы и различные другие состояния. Переключение с одного уровня выполнения на другой вызывает запуск набора сценариев для каждого уровня запуска, которые обычно монтируют файловые системы, запускают или останавливают daemons, запускают или останавливают X Window System, выключают машину и т. д.

### Runlevels (уровни выполнения)
runlevel в AT&T UNIX System V описывают определённые состояния машины, характеризуемые процессами и демонами, работающими в каждом из них. В общем, существует семь уровней выполнения, из которых три уровня выполнения считаются «стандартными», поскольку они необходимы для работы системы:
0. Halt
1. Single user mode
6. Перезагрузка
Помимо этих стандартных, Unix и Unix-подобные системы трактуют уровни выполнения несколько по-разному./etc/inittab файл, определяет, что каждый настроенный уровень выполнения делает в данной системе.